# Corynoneura vittalis
Corynoneura vittalis är en tvåvingeart som beskrevs av Tokunaga 1936. Corynoneura vittalis ingår i släktet Corynoneura och familjen fjädermyggor. Inga underarter finns listade i Catalogue of Life.